# Kalte Laibe
Der Berg Kalte Laibe – auch „Creuzburger Stadtberg“ genannt – hat eine Gipfelhöhe von 388,5 m ü. NN und zählt zum Naturpark Eichsfeld-Hainich-Werratal. Er befindet sich an der westlichen Gemarkungsgrenze der Stadt Creuzburg zum Treffurter Stadtteil Volteroda im Wartburgkreis in Thüringen.
Zum Höhenzug gehören auch die teils bewaldeten Nebenkuppen und spornartigen Hangpartien (Position und Höhe):
- Spindelskoppe (⊙ 337 m ü. NN)
- Roter Kopf (⊙ 250 m ü. NN)

Der auf der Westseite bewaldete und forstwirtschaftlich genutzte Berg gehört zum Thüringer Forstamt Creuzburg. An seiner Westseite befinden sich mehrere kleine Steinbrüche. An der Nordseite markieren die Flurnamen „Auf der Wacht“ und „Spindelskoppe“ zwei ehemalige Warten, hier verläuft auch eine Altstraße und eine Landwehr „Lampertsgraben“. Die Weide- und Ackerflächen auf der Südseite sind durch zwei Trockengräben – „Vorderer und Hinterer Geheißgraben“ gegliedert.
Das heutige Straßennetz weicht dem Berg aus – am ehemaligen Rasthaus „Roter Kopf“ mündet die Bundesstraße 250 in die Bundesstraße 7 ein. Die B 250 führt von dort durch das Pfafftal, am Westhang der Kalten Laibe in das Schnellmannshäuser Tal und weiter nach Treffurt.